# Нумерализация
Нумерализация — вид транспозиции, при котором языковые единицы одной части речи (как правило, имена существительные) переходят в разряд числительных, приобретая неопределённо-количественное значение (бездна дел, лавина опасностей, масса неприятностей, пропасть забот).
Примеры:
- Да! Дон Гуана мудрено признать! Таких, как он, такая бездна[2]! («Каменный гость», А. С. Пушкин.)
- Народу сбежалось тьма-тьмущая («Однодворец Овсяников», И. С. Тургенев).
- <…> публики сегодня приходило целая бездна («Крокодил», Ф. М. Достоевский).

Нумерализацией также называют использование цифровых обозначений и числительных в качестве средства создания рекламного имени: кафе «444», магазины «777», «Старт-XXI», «Супердверь-2000». 

## Определение
Современные лингвисты принимают определение нумерализации, данное В. Н. Мигириным. В работе «Очерки по теории процесса переходности в русском языке» он пишет: «Под нумерализацией понимается переход других частей речи в числительные или употребление других частей речи в роли числительных».
В «Сравнительно-исторической грамматике тюркских языков» о процессе нумерализации говорится как об использовании в языке и речи имён существительных в значении количества, объёма, размера.

## Особенности
Виноградов В. В. отмечает, что нумерализация существительных ещё не ведёт к утрате ими форм рода и синтаксических свойств имени существительного, она сказывается в ослаблении у этих слов предметного значения.